# Israel (nombre)
Israel  es un nombre propio masculino en su variante en español procedente del hebreo, su significado es El que lucha con Dios.

## Origen
Israel  es el nombre de varios personajes bíblicos del Antiguo Testamento:
- Israel, nombre dado a Jacob a su retorno de Mesopotamia,  cuando hubo cruzado el torrente de Jaboc (Génesis 32:22-32).
- El pueblo de Israel, se da este nombre al conjunto de descendientes de Jacob a través de toda la historia.

## Variantes
- Femenino: Israela.
- Diminutivo: Isra, Rael.

| Variantes en otros idiomas | Variantes en otros idiomas |
| -------------------------- | -------------------------- |
| Español                    | Israel                     |
| Árabe                      | Yizrael                    |
| Alemán                     | Israel                     |
| Catalán                    | Israel                     |
| Checo                      | Izrael                     |
| Francés                    | Israël                     |
| Hebreo                     | ישראל                      |
| Inglés                     | Israel                     |
| Italiano                   | Israele                    |
| Lituano                    | Izraelis                   |
| Neerlandés                 | Israël                     |
| Polaco                     | Izrael                     |
| Portugués                  | Israel                     |
| Ruso                       | Израиль                    |

## Personajes célebres
- Israel de Aksum rey de Axum.
- Izrail Gélfand (n. 2 de septiembre de 1913 - 5 de octubre de 2009) fue un matemático que contribuyó de manera sustancial en diferentes ramas entre ellas teoría de grupos.